# 7121 Буш
7121 Буш (7121 Busch) — астероїд головного поясу, відкритий 10 січня 1989 року.
Тіссеранів параметр щодо Юпітера — 3,283.